# 寶靈頓運河
寶靈頓運河（又稱寶靈渠、鵝頸澗）是香港1850年代末在香港總督寶寧任內建成的一條運河，流經今天鵝頸一帶，以第四任香港總督寶寧命名。

## 歷史

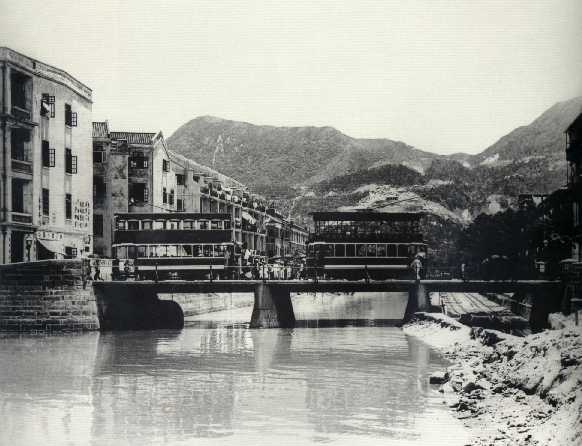
1920年代的寶靈頓運河及鵝頸橋，電車在上行走

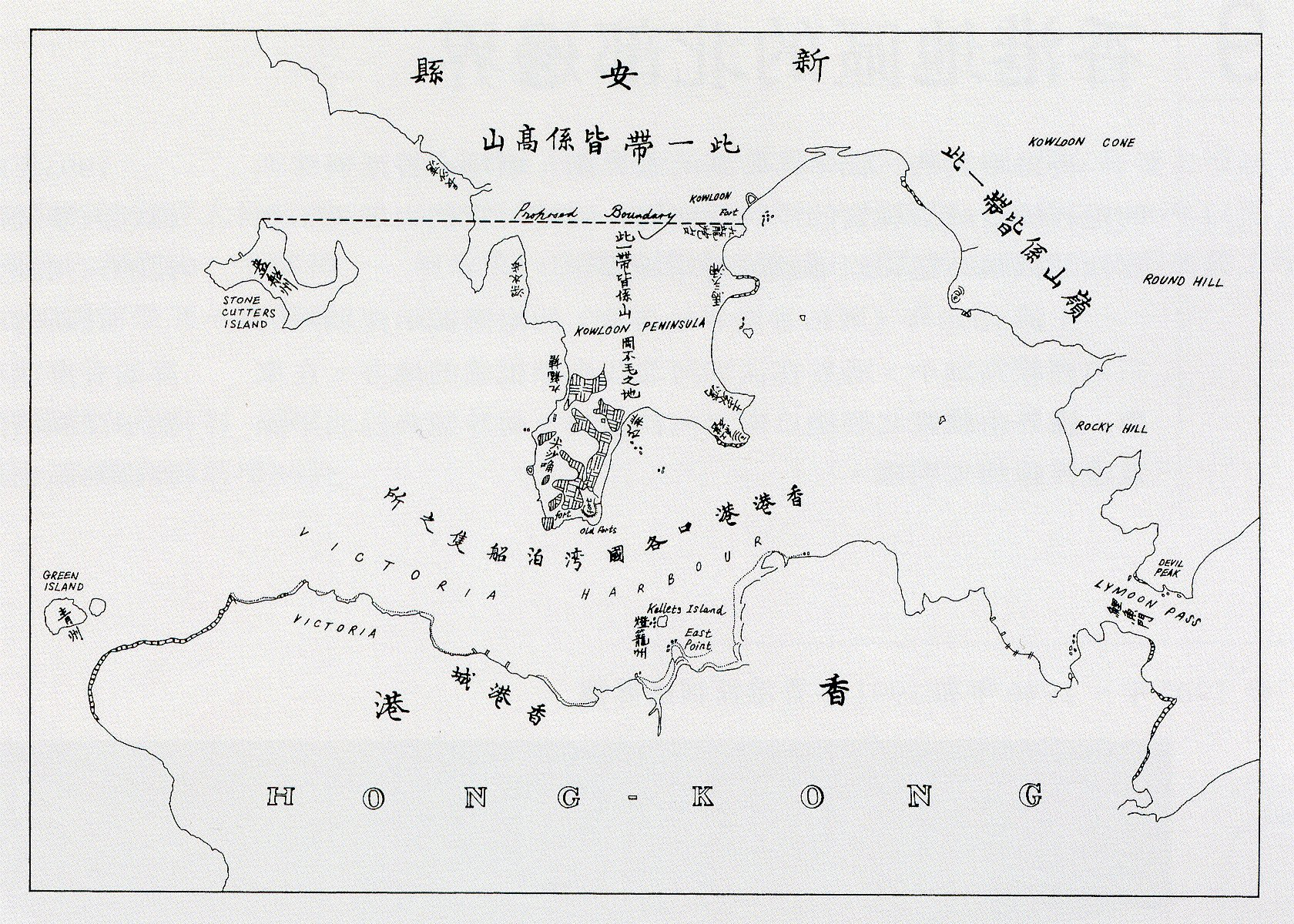
《北京條約》地圖，黃泥涌位於香港島北岸「東角（East Point）」西南

香港早年（ 英治時代早期 ）建設的排水體系工程質素十分參差。1860 年，一次大暴雨就沖毀大部分引水設施，廣州市場（Canton Bazaar，亦即中環街市前身）很多房屋倒塌。後來，政府建造了一條闊 6 米、深 3.6 米，由東角流入維多利亞港的明渠「寶靈頓運河」（Bowrington Canal），引走快活谷集水區的河水。寶靈頓運河本來是從一條河涌——黃泥涌改建而成的，溪流該沿自聶高信山和渣甸山之間黃泥涌峽一帶，經黃泥涌谷（今跑馬地），流經鵝頸橋而入維多利亞港。同時，黃泥在海中沖積成一個島，名為奇力島。
由於寶靈頓運河又長又窄，形狀彎曲，像鵝隻的頸部一樣，因此被當時的人稱為「鵝頸澗」，橫過這段河道的橋便稱為「鵝頸橋」（今堅拿道天橋底電車路），該區附近一帶更得名為「鵝頸區」。
1960年代，為了興建連接海底隧道的天橋，
寶靈頓運河亦變成暗渠（下水道）。現時寶靈頓運河的原址已成為了堅拿道行車天橋的所在地，而「鵝頸橋」一名亦被轉移至新建的堅拿道行車天橋。

## 圖片

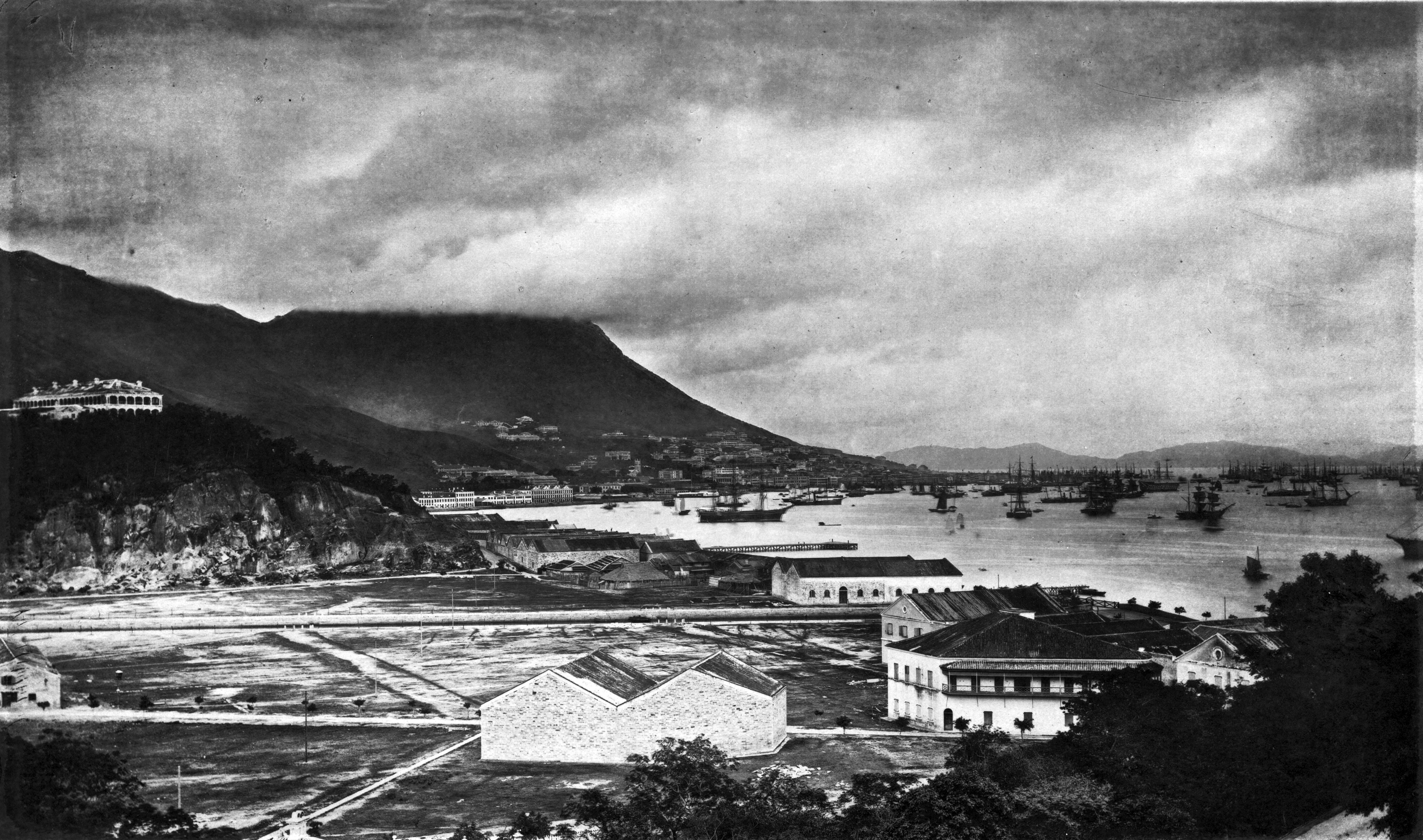
寶靈頓運河，由圖左至右流入大海 （約1871年，運河在摩理臣山前）
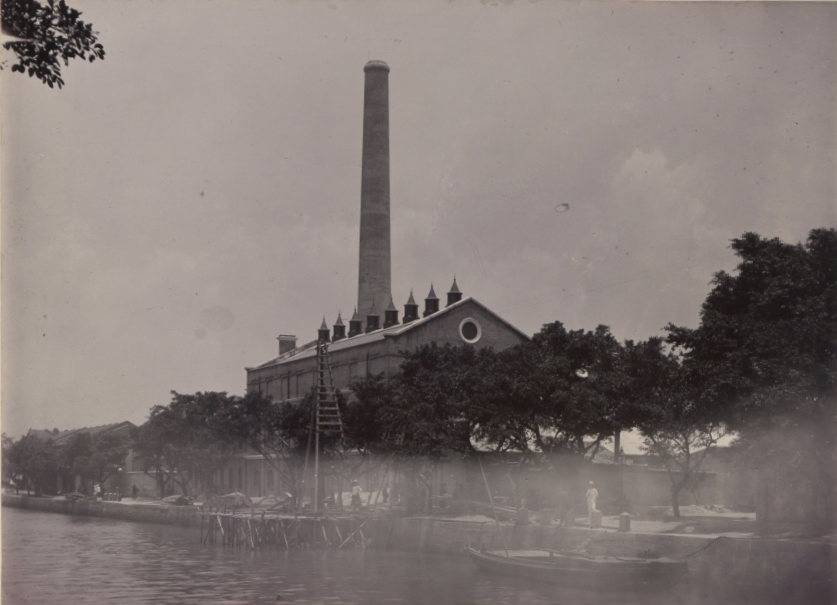
香港電力牽引公司的發電廠 （1904年，望向東北方）
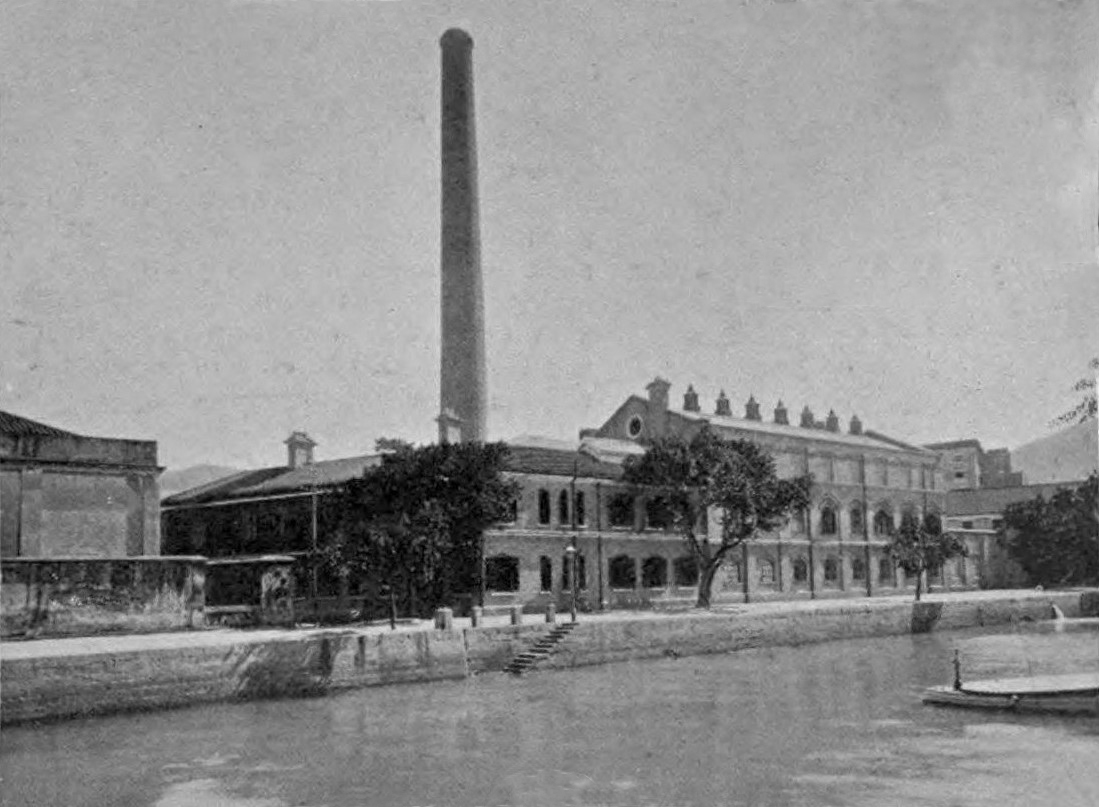
香港電力牽引公司的發電廠 （1908年，望向南方）

## 外部連結
维基共享资源上的相關多媒體資源：寶靈頓運河
1. ↑  . *CUP. 2022-03-23  [2022-08-09]. （原始内容存档于2022-08-08） （美国英语）.